# Parque nacional de la Montaña de Ámbar
Parque nacional de la Montaña de Ámbar (en francés: Parc national de la Montagne d'Ambre)  es un parque nacional situado cerca de la ciudad de Joffreville, en la provincia de Diego Suárez, en el norte de Madagascar.
El parque es el sitio donde se ubica una importante porción de selva tropical y una fauna diversa, incluyendo siete especies de lémures en Madagascar (2 nocturnas y 5 diurnas), 75 especies de aves y 59 de reptiles.
Este parque es también uno de los más accesibles en el norte de Madagascar. Los taxis viajan hasta Joffreville a diario. También es posible contratar un taxi privado que es mucho más asequible que algunos de los ofrecidos por las compañías de turismo.

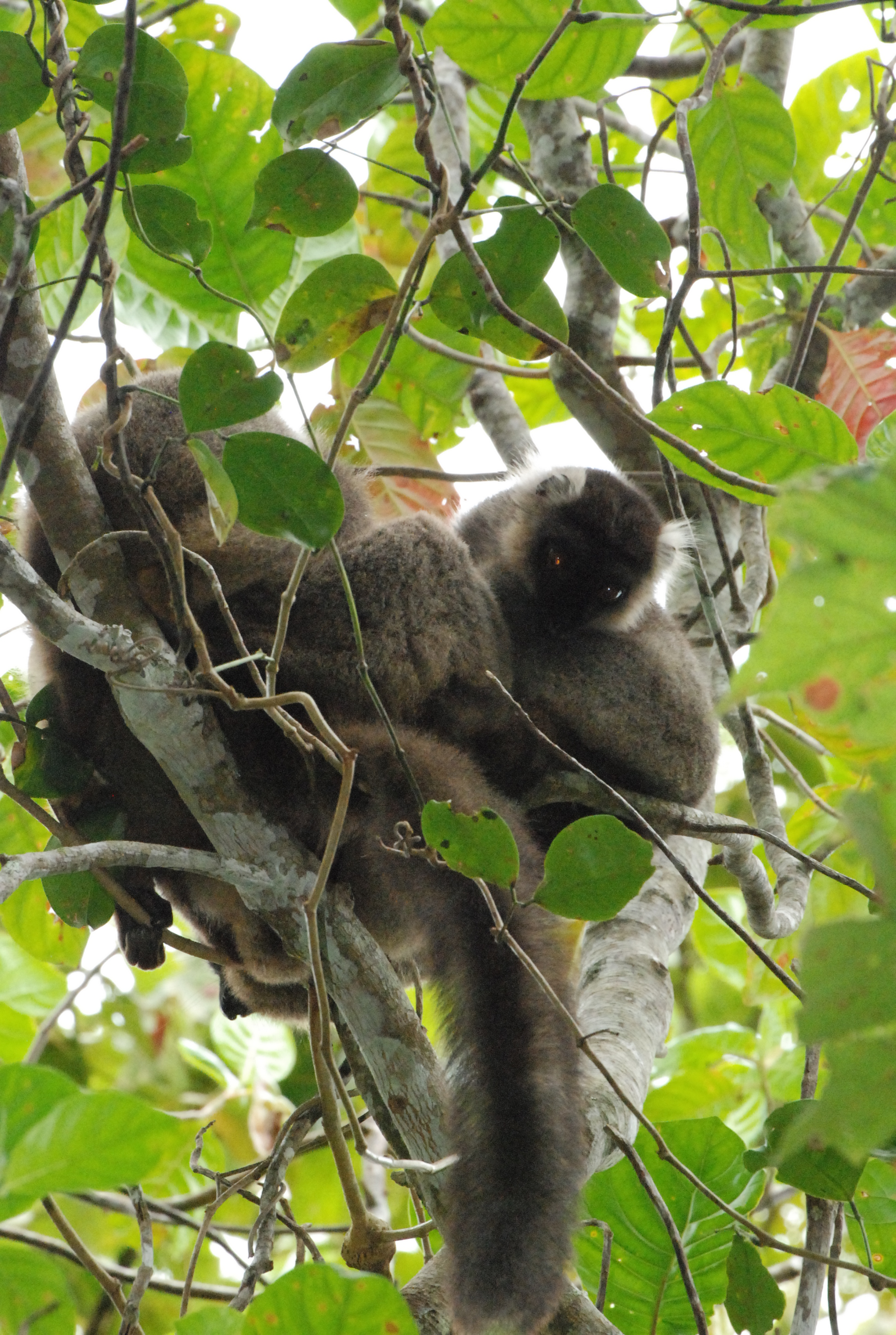
Eulemur sanfordi.
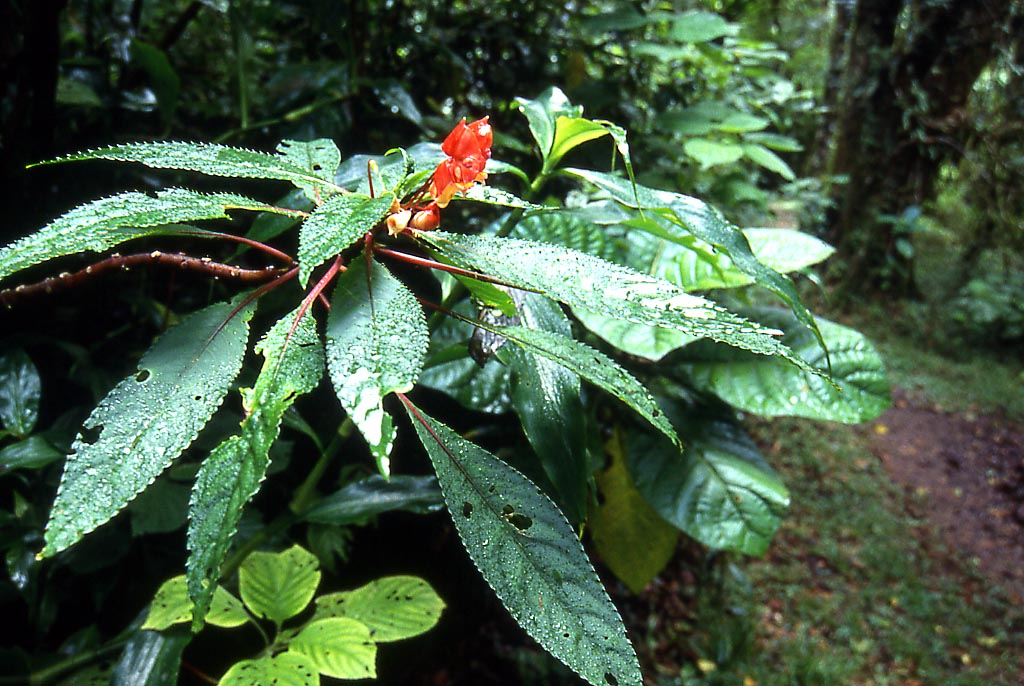
Vegetación de selva lluviosa en el parque.